# Ingeborg Hultcrantz Marcus

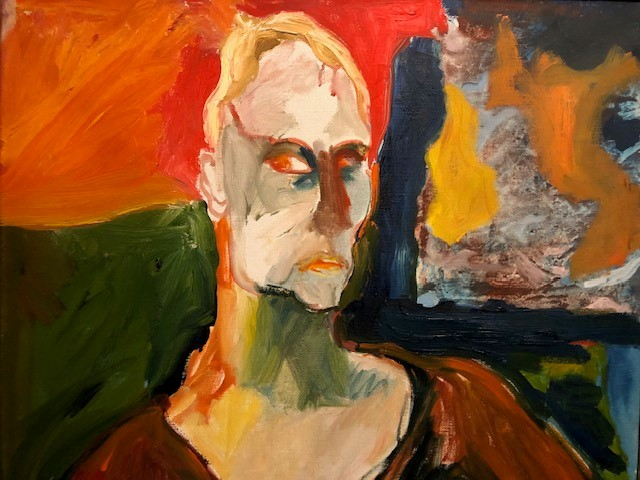
Självporträtt i olja från tidigt 1970-tal.

Ingeborg Anna Dorthea Hultcrantz Marcus, (ogift Gomer), född 9 oktober 1931 i Bromma församling i Stockholm, död 17 juli 2023, var en svensk målare. Hon gifte sig med konstnären Tore Hultcrantz 1956.
Hultcrantz Marcus utbildade sig på Anders Beckmans reklamskola, Pernbys målarskola och var elev på Konstakademin i Stockholm åren 1965–1972 under lärarna Lennart Rodhe, Evert Lundquist och Bror Marklund. Evert Lundquist fria filosofiska funderingar betydde mycket för Ingeborg Hultcrantz Marcus. Här mötte hon för första gången en betydande målare som förde vidare och utvecklade Edvard Munchs och Carl Kylbergs budskap, målare som lämnat spår i hennes konst. Hultcrantz Marcus konst har beskrivits som en skildring av människan, hennes landskap - den steglösa vägen från naturrike till själsrike.

## Representation

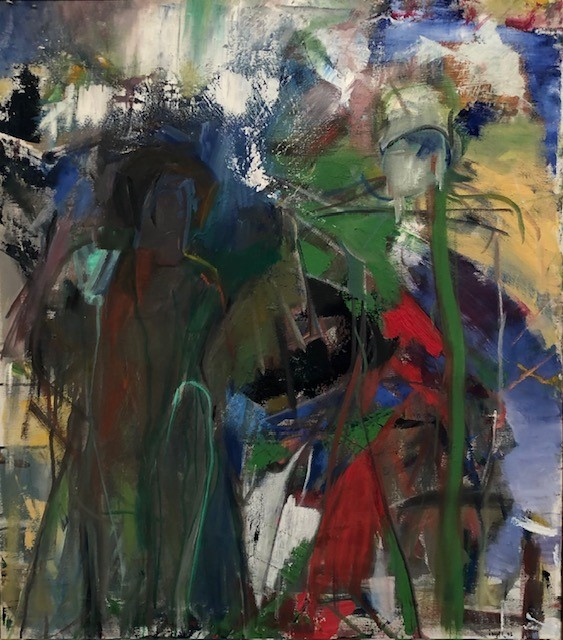
Oljemålning 1990-tal

Hultcrantz Marcus är representerad på statens konstråd och på flera konstmuseum, kommuner och landsting. Hultcrantz Marcus huvudsakliga uttrycksätt är det expressionistiska oljemåleriet. Bland hennes offentliga arbeten märks muralväggarna på Hurtigrutens fartyg M/S Nordlys respektive M/S Leda. Stipendiat: Helge Ax:son Johnsons stiftelse. 

## Utställningar
- Galleri Loftet, Malmö 1979
- Västerås Konstmuseum 1981
- Gummessons Konstgalleri, Stockholm 1983, 1986
- Östra Skånes Konstnärsgille (ÖSKG), Simrishamn 1983, 1995
- Museet för dekorativ konst, Lund 1995
- Galleri Siverts, Bergen 1984
- Sölvesborgs Konsthall, 1987
- Tomelilla Konsthall, 1990[4]
- Uppsala Konstmuseum, 1992
- Swedish American Museum, Chicago, 1999
- Kuwait National Council for Art, Bahrain, 2000
- Galleri Siverts 2000
- Galleri Siverts 2002
- Galleri Voss, Voss, 2003
- Brösarps Konsthall 2022